# Мими Лат
Мими Лат (на английски: Miriam „Mimi“ Lavenda Latt) е американска писателка на бестселъри в жанра съдебен трилър.

## Биография и творчество
Мими Лавенда Лат е родена през 1939 г. в САЩ. Завършва гимназия с отличие и е приета да учи в Калифорнийския университет в Бъркли. Не отива да учи, тъй като същото лято се омъжва и има дъщеря. Развежда се след две години и остава самотна майка на 20 г. За да се издържа завършва едногодишен курс за секретарки, изучавайки стенография, машинопис и счетоводство, след което става юридически секретар. През 1962 г. се омъжва повторно за скулптора Аарон Лат и имат още една дъщеря.
През 1971 г. решава да продължи образованието си и започва да учи право. След дипломирането си става практикуващ адвокат, а по-късно основава и собствена правна кантора. Въпреки добрата професионална кариера тя иска да пише и в края на 80-те години започва да посещава курс по творческо писане. За своите произведения тя е натрупала много познания, впечатления и истории.
Работата по първата ѝ книга продължава около 5 години. Обемът ѝ и достига 1100 страници и тя трябва да го намали до приемлив за издателите обем. Съдебният трилър „Адвокати и престъпници“ е публикуван през 1993 г. и става бестселър.
Писателката има само още два трилъра, които също са бестселъри. Всичките са издадени в България.
Мими Лат живее със съпруга си в Инчино, Лос Анджелис, Калифорния.

## Произведения

### Самостоятелни романи
- Powers of Attorney (1993)
Адвокати и престъпници, изд. „Гарант-21“ (1996), прев. Веселин Лаптев
- Pursuit of Justice (1998)
Опасно съдружие, изд. „Гарант-21“ (1999), прев. Веселин Лаптев
- Ultimate Justice (1999)
Дъщерята на прокурора, изд. „Гарант-21“ (2000), прев. Весела Еленкова